# Dalaguete
Dalaguete è una municipalità di seconda classe delle Filippine, situata nella Provincia di Cebu, nella Regione del Visayas Centrale.
Dalaguete è formata da 33 baranggay:
- Ablayan
- Babayongan
- Balud
- Banhigan
- Bulak
- Caleriohan
- Caliongan
- Casay
- Catolohan
- Cawayan
- Consolacion
- Coro
- Dugyan
- Dumalan
- Jolomaynon
- Lanao
- Langkas

- Lumbang
- Malones
- Maloray
- Mananggal
- Manlapay
- Mantalongon
- Nalhub
- Obo
- Obong
- Panas
- Poblacion
- Sacsac
- Salug
- Tabon
- Tapun
- Tuba